# Maglev express de Changsha

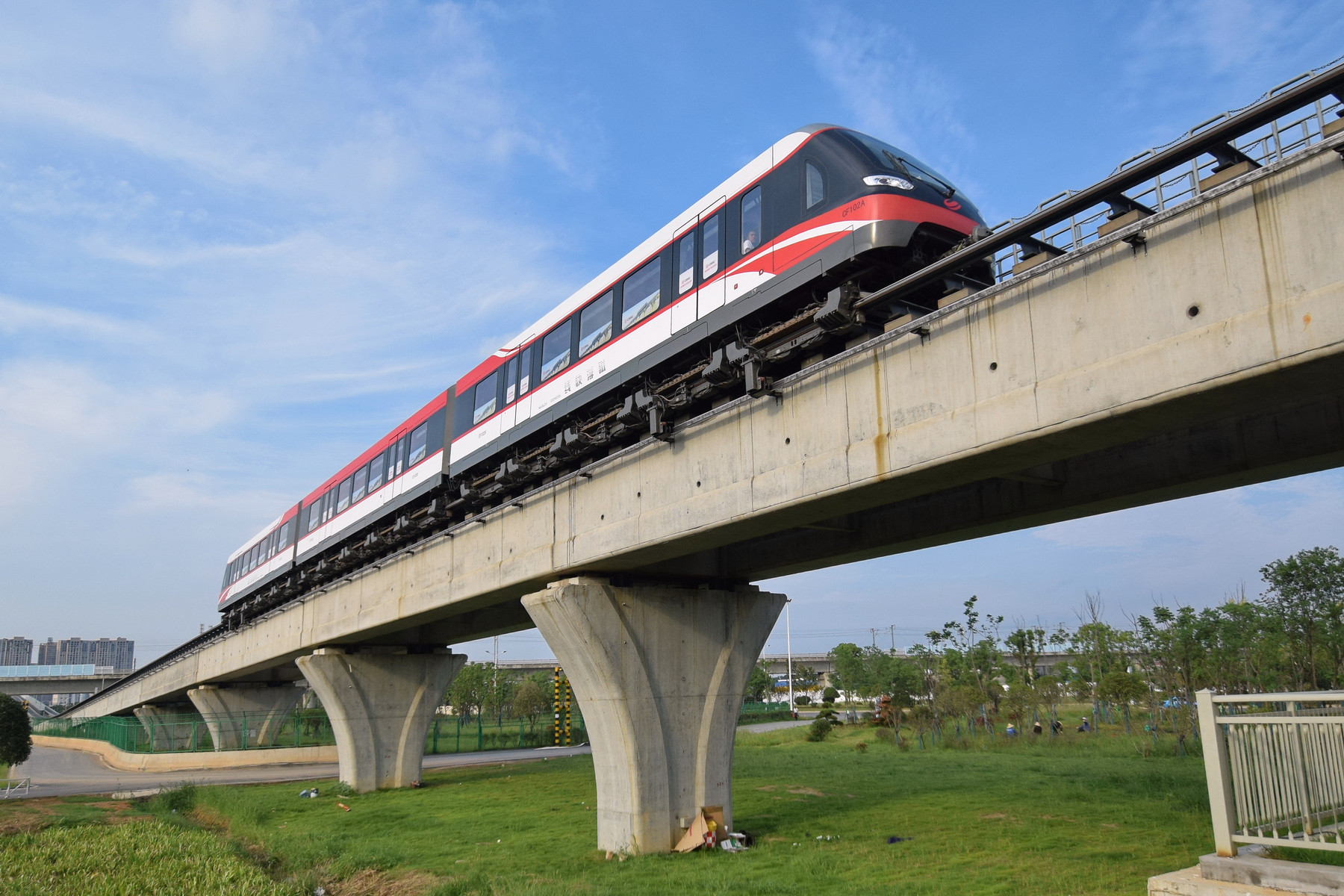

La ligne Maglev express de Changsha (chinois : 长沙磁浮快线 ; pinyin : chángshā cífú kuàixiàn ; litt. « ligne express à sustentation magnétique de Changsha ») est une ligne à sustentation magnétique de type Maglev, à Changsha, capitale de la province du Hunan, en République populaire de Chine.
Inaugurée le 6 mai 2016, la ligne relie la gare de Changsha-Sud à l'aéroport international de Changsha-Huanghua situé à l'ouest de la ville. Elle comporte une station intermédiaire située dans le bourg de Langli et met 20 minutes pour parcourir les 18,6 km.

## Caractéristiques
Il s'agit de la première ligne maglev entièrement conçue et fabriquée par la Chine. Ce réseau utilise un train nommé Zhuifengzhe (追风者, zhuīfēngzhě, « chasseur de vent ») conçu et fabriqué par le géant CRRC, à Zhuzhou, dans la province du Hunan.
Le train, long de 48 mètres, peut transporter 363 personnes dans 3 voitures, et avancer jusqu'à 100 km/h.

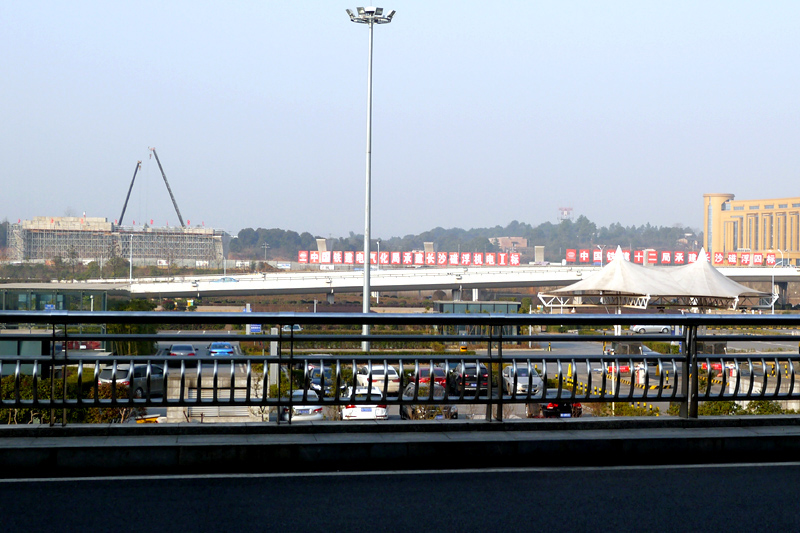
La ligne pendant sa construction en janvier 2015.
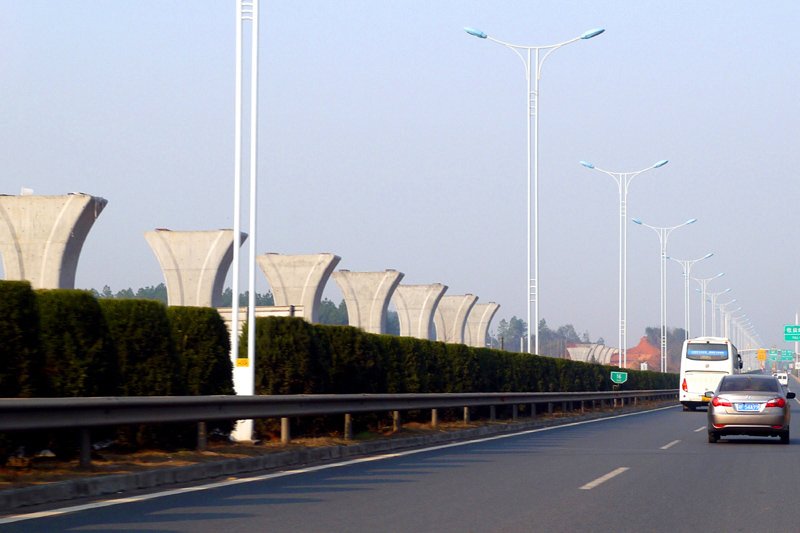
Un tronçon de la ligne lors de sa  construction en janvier 2015.
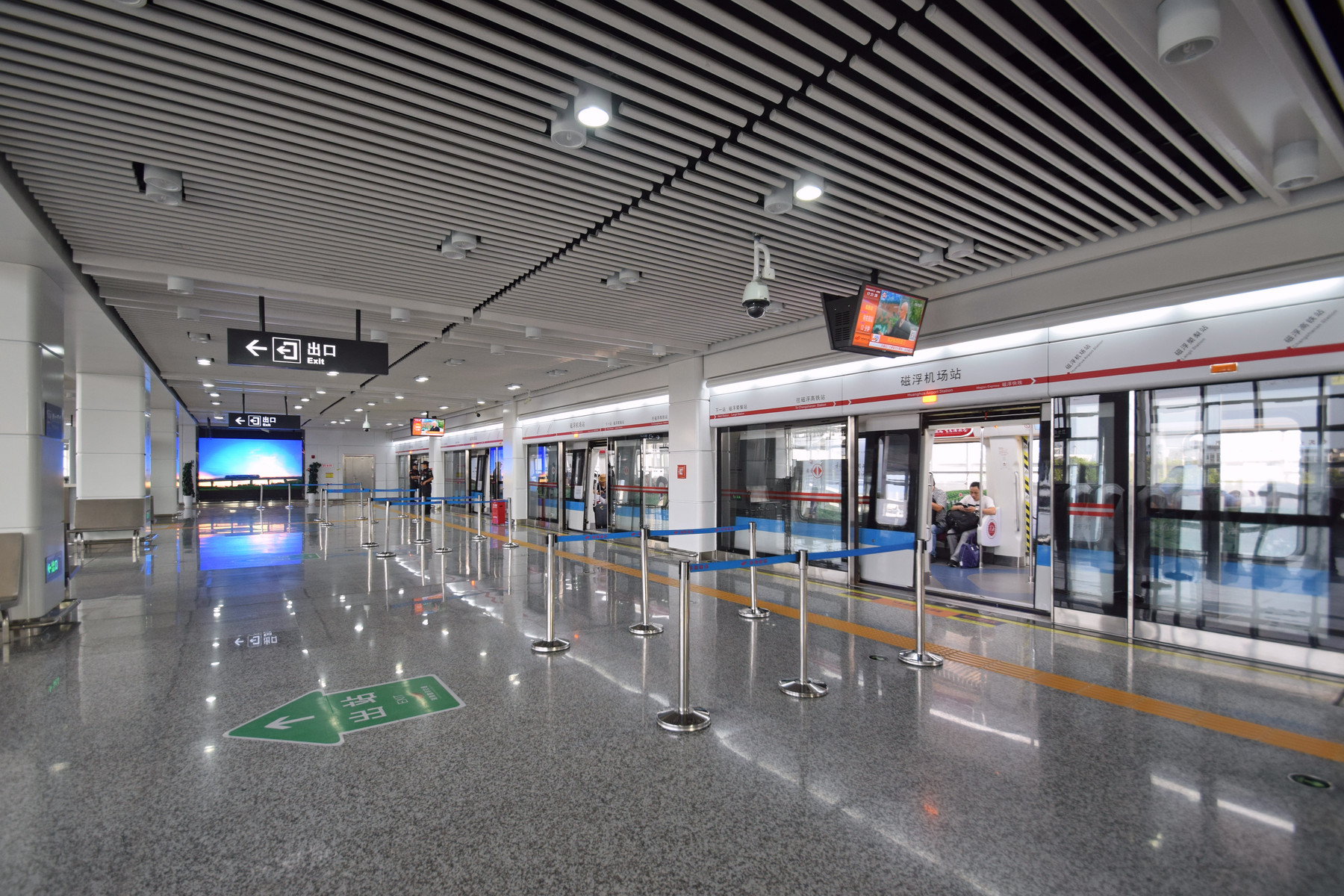
Quai de la ligne à l'aéroport.
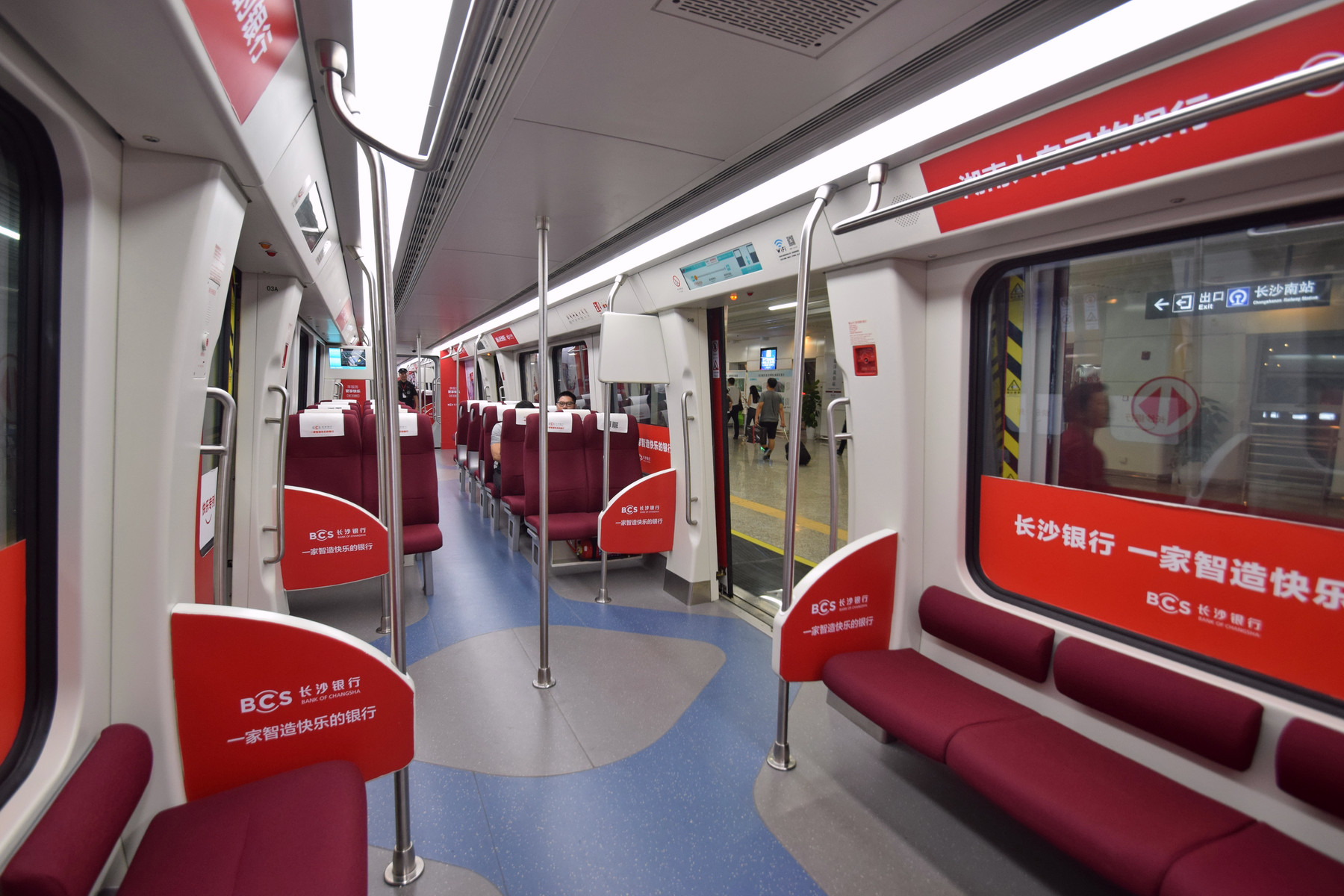
L'intérieur d'une voiture.

## Histoire
Le 16 mai 2014, les travaux commencent et la construction du pont de la ligne qui enjambe la rivière Liuyang à Liuyang est lancée le 24 juin suivant. La pose des voies quant à elle commence le 12 février 2015 et les premiers essais ont lieu le 26 décembre de la même année.
L'ouverture de la ligne a officiellement lieu le 6 mai 2016. Pendant la première période de trois mois d'utilisation publique, 560 000 passagers empruntent la ligne.